# Reinaldo Navia
Reinaldo Navia (nom complet : Reinaldo Marcelinho Navia Amador), né le 10 mai 1978 à Quilpué au Chili, est un footballeur chilien.

## Biographie
Attaquant de poche (1,72m), il est surnommé El Choro Navia (Navia le chapardeur). Il est le successeur d'Iván Zamorano au poste de numéro 9 de l'équipe du Chili.

## Équipe nationale
- 40 sélections et 10 buts en équipe du Chili A depuis 1999
- Médaille de bronze aux Jeux olympiques de 2000 avec l'équipe Olympique du Chili